# 阿英
阿英（あえい、1900年2月6日 - 1977年6月17日）は、中華民国・中華人民共和国の小説家・劇作家・文芸評論家である。本名は銭徳富、ペンネームに銭杏邨がある。

## 生涯
1900年（光緒26年）2月6日、安徽省蕪湖県に生まれた。1919年（民国8年）に五四運動に参加して、政治の道に入った。翌1920年（民国9年）に、小説家としての活動を開始。1926年（民国15年）に中国共産党に入党し、一貫して党の文化工作を担当した。1927年（民国16年）に蕪湖市から逃亡して、武漢へ、そして上海に到着した。蒋光慈・孟超と共にプロレタリア文学の集団である太陽社を結成。1930年（民国19年）に中国左翼作家聯盟の結成メンバーとなった。1933年～1935年（民国22年～24年）にかけて、夏衍らと共に左翼映画運動を上海で展開。日中戦争が始まると演劇活動に精を出した。1941年（民国30年）に江蘇省北部に移住し、国共合作に携わった。その一環として、1944年（民国33年）には郭沫若の『甲申三百年祭』を写本して、毛沢東の解放工作をテーマとした『李闖王（李自成）』という劇を書き上げた。
中華人民共和国成立（1949年）後は、天津市の文化局長・文学連盟主席を歴任し、雑誌『民間文学』の編集長として、中国文学史や日本文学の評論に力を注いだ。後に、中国文学連盟の副会長になるが、文化大革命中に迫害を受け失脚した。
1977年6月17日、天津にて癌により死去。77歳没。
死後の2003年、安徽教育出版社より『阿英全集』が出版された。

## 主要作品

### 文芸評論
- 『死せる阿Q時代』（1928年）
- 『現代中国文化論』（1933年）
- 『中国新文学運動史資料』（1934年）
- 『晩清小説史』（1937年、中野美代子によって翻訳された）
- 『晩清文学叢抄』（1960年 - 1962年）
- 『紅楼夢戯曲集』（1978年）

### 中・短編小説
- 『革命的故事』（1928年）
- 『義冢』（1928年）
- 『一条鞭痕』（1928年）
- 『瑪露莎』（1930年）

### 散文集
- 『夜航集』（1933年）